# Electricidad doméstica

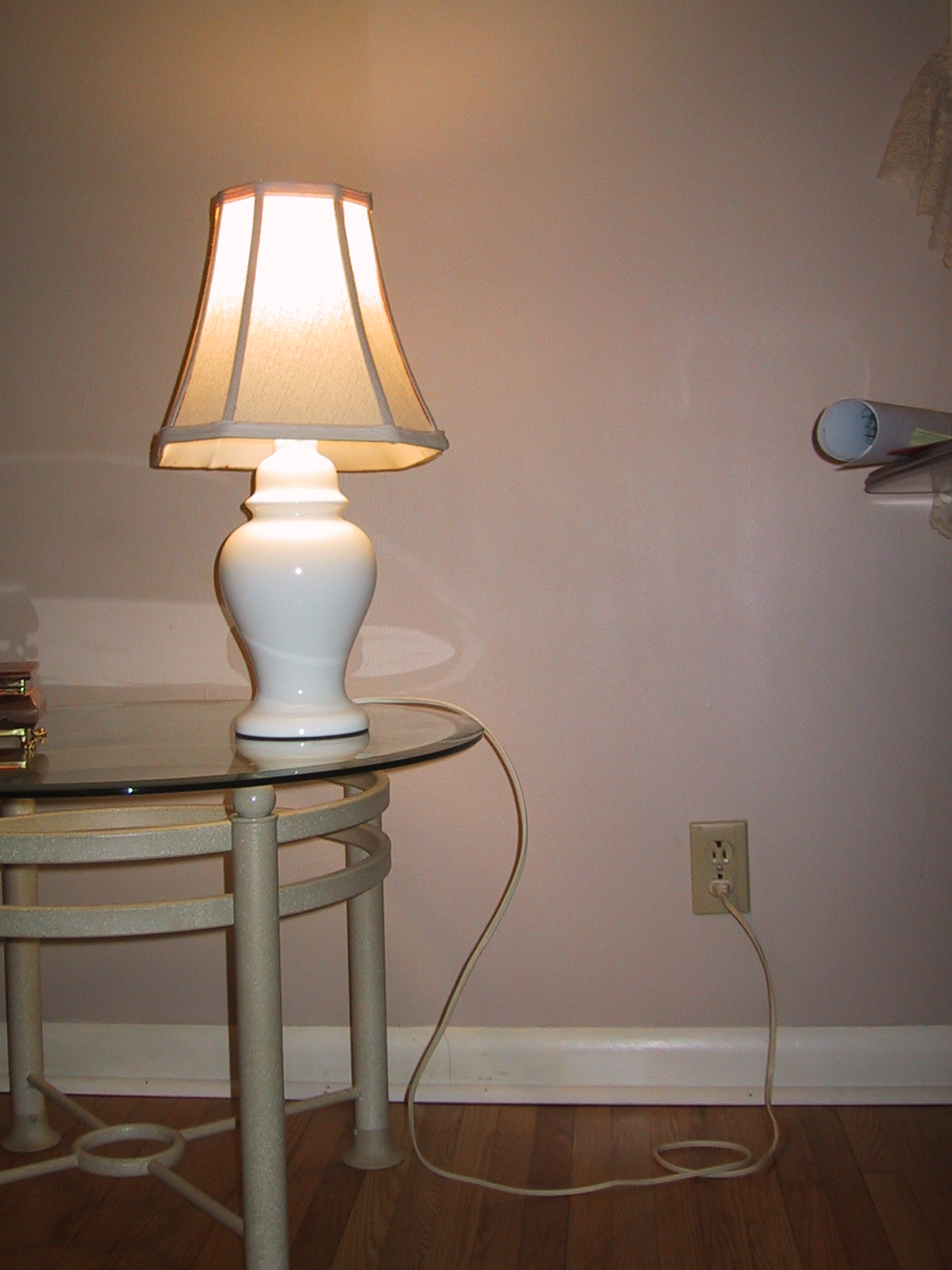
Una lámpara de mesa conectada a la electricidad doméstica.

La electricidad doméstica es la tensión eléctrica de corriente alterna (CA) de propósito general para suministro de energía eléctrica. Otro término acorde es «energía domiciliaria» o «energía residencial». Dependiendo de la región el valor eficaz de la tensión puede variar desde 100 a 240 voltios; la frecuencia es únicamente 50 Hz o 60 Hz. Todas las tensiones de uso doméstico conllevan un riesgo de choque eléctrico si se tocan partes energizadas que puede causar fibrilación ventricular y muerte. Por ello se debe proteger tanto a animales como a humanos del contacto directo. Los cables siempre deben estar aislados o fuera del alcance de humanos y animales. Los gabinetes metálicos del equipo eléctrico deben ser puestos a tierra. Cada país tiene normas que especifican los detalles técnicos.

## Tensiones en uso

Tensión eléctrica y frecuencia de uso doméstico en el mundo
U = 220 V-240 V, f = 60 Hz
U = 220 V-240 V, f = 50 Hz
U = 100 V-127 V, f = 60 Hz
U = 100 V-127 V, f = 50 Hz

En general, en el contexto de corriente alterna, cuando se habla de tensión se refiere al valor eficaz de tensión salvo que se indique lo contrario. Se sigue esa práctica en este artículo.
Las bases para clavija de uso doméstico varían en forma pero los conductores energizados siempre son dos. Un conductor adicional proporciona conexión a tierra pero no siempre está presente.
Toda Europa, Groenlandia y la mayor parte de América del Sur, junto a casi la totalidad de África, Asia y Oceanía, usan 230 V (con una tolerancia del 10 %). Los demás países, principalmente el resto de América, usan una tensión doméstica de 120 V o 127 V. En Japón excepcionalmente se usa 100 V.
En Japón, la tensión de la electricidad doméstica es 100 V. En el este y el norte de Honshū (incluyendo Tokio) y Hokkaidō se cuenta con una frecuencia de 50 Hz, mientras que al oeste de Honshu (incluyendo Nagoya, Osaka, e Hiroshima), Shikoku, Kyūshū y Okinawa se opera a 60 Hz. Para acomodar estas diferencias, los aparatos vendidos en Japón suelen ofrecer un botón para cambiar entre las dos frecuencias.

### Sistemas monofásicos y trifásicos
Donde se usa 230 V o 127 V casi siempre se usa un sistema trifásico para distribución eléctrica doméstica y comercial. En Europa, 230 V es la tensión nominal entre fase y neutro, de forma que la tensión entre fases en condiciones ideales es 230 V × √3 ≈ 398 V. En algunos países de América Latina, para electrificación doméstica y comercial se usa un sistema trifásico con tensión entre fases de 220 V; entre fase y neutro la tensión es 220 V/√3 ≈ 127 V. En ambos sistemas descritos, las bases para clavija se conectan entre fase y neutro. Algunas cargas grandes como aparatos de aire acondicionado se conectan entre dos fases (sin usar el neutro) a 220 V o 230 V (según aplique). Se pueden conectar motores trifásicos usando las tres fases y sin usar el neutro.
En Estados Unidos el sistema es más complejo y problemático sin que esto resulte en un beneficio: se usan sistemas diferentes para uso doméstico y para uso comercial. Para uso doméstico el sistema es monofásico de fase dividida; la tensión nominal entre fases es 240 V, y entre cualquier fase y neutro es 120 V. Las cargas relativamente grandes como unidades de aire acondicionado se conectan entre fases. No se pueden conectar directamente motores trifásicos ni se puede cambiar el transformador por uno trifásico. Para comercios e industria ligera el sistema es trifásico con tensión entre cualquier fase y neutro de 120 V; entre fases es 120 V × √3 ≈ 208 V. Las cargas domésticas diseñadas para 240 V no se pueden usar en comercios con este sistema salvo que estén diseñadas para aceptar también 208 V o que se use un transformador adicional con el costo y pérdidas de energía que esto conlleva. Los sistemas usados en México y Europa no tienen esa desventaja. Peor aún, en Estados Unidos también existe un sistema eléctrico trifásico asimétrico alimentado por tres transformadores monofásicos en triángulo aterrizado en el devanado central de uno de ellos; la tensión entre fases es 240 V. La tensión entre fase y neutro es 120 V para dos fases y 208 V para la que resta; entre cualquier fase y neutro solo se puede conectar una carga pequeña.

## Electricidad industrial
Las cargas industriales típicamente usan energía trifásica con raras excepciones. Dentro de una industria también se usa la tensión doméstica para cargas como computadoras, lámparas fijas, refrigeradores pequeños, cargadores de teléfonos móviles, etcétera.
Donde la tensión doméstica es 230 V la industria usa el mismo sistema que para electrificación residencial y comercial. Ocasionalmente se usa un sistema trifásico con tensión entre fases de 690 V. Muchos motores trifásicos pueden operar tanto con una tensión de 398 V como con una de 690 V según se les conecte (delta o estrella).
En México, en la industria, se usa ya sea el sistema residencial y comercial o trifásico con una tensión entre fases de 440 V. Ocasionalmente se emplean sistemas de 480 V por la influencia del equipo de origen estadounidense. Muchos motores trifásicos mexicanos pueden operar tanto con 220 V como con 440 V según se les conecte (delta única o delta doble).
En Estados Unidos la tensión para cargas industriales es 480 V. En Canadá se usan 480 V y 575 V.
Las cargas aún más grandes se conectan a alta tensión. Los valores más usados de la tensión entre fases son 4.16 kV (ocasionalmente 2.3 kV) donde la tensión doméstica es 120 V o 127 V; 3.3 kV o 6.6 kV donde la tensión doméstica es 230 V.

## Historia de tensiones y frecuencias

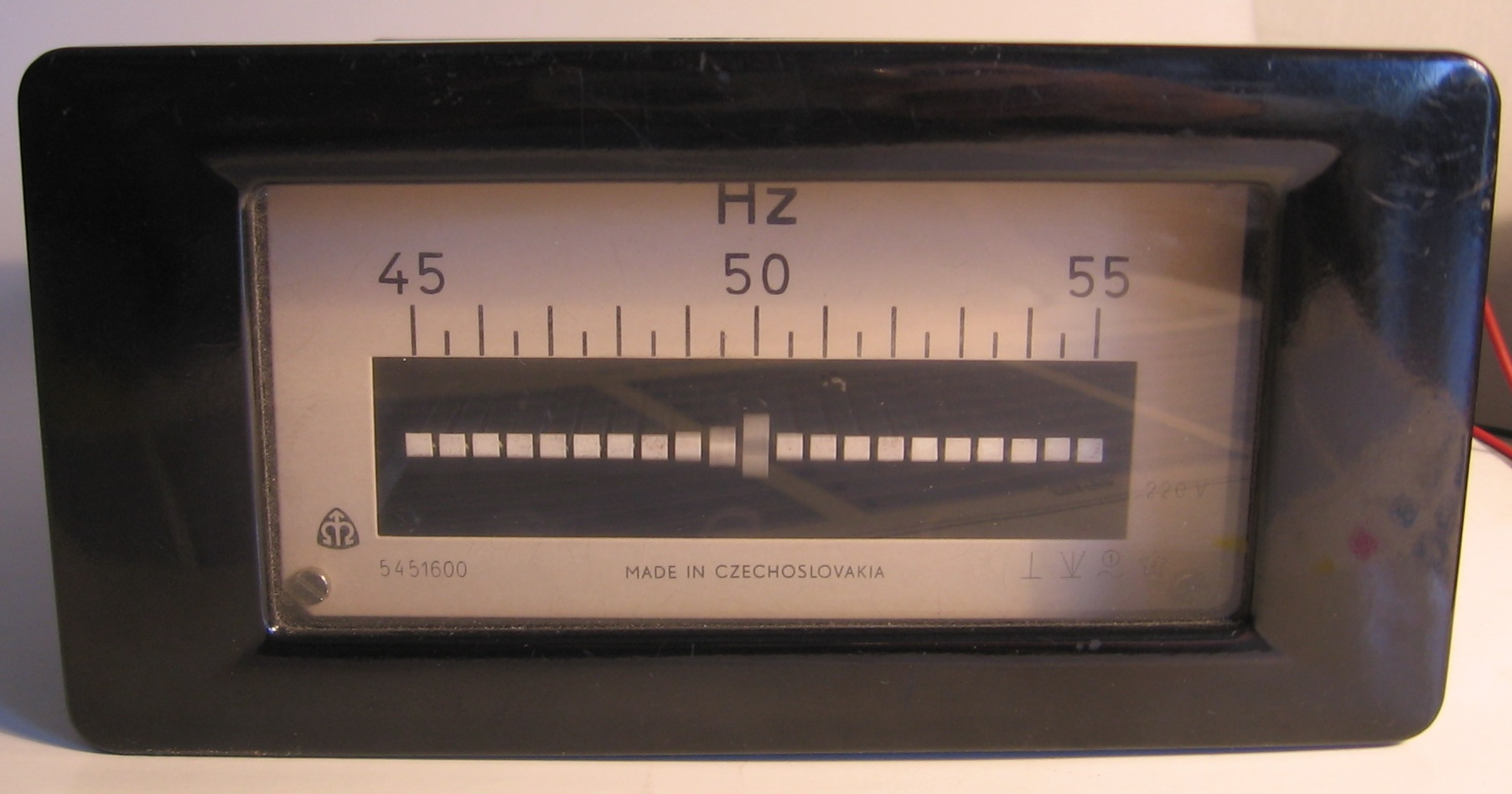
Un medidor de frecuencias de 50 Hz ± 5 Hz para red domiciliaria de 220 V
(medidor hecho en Checoslovaquia en 1967).

Durante las dos últimas décadas de la Guerra Fría, las tensiones eléctricas eran coordinados por ministros de los países pertenecientes al CENELEC. Actualmente, la tensión nominal doméstica en Rusia, Ucrania y la Unión Europea es 230 V. En la práctica los países que previamente operaban nominalmente a 240 V o 220 V continúan usando su equipo ya instalado. El nuevo equipo se fabrica para una tensión nominal de 230 V. Como la diferencia es pequeña y en todo caso los aparatos deben tolerar pequeñas diferencias de tensión, los equipos viejos y nuevos son compatibles.
En 2000, Australia estableció 230 V como el estándar nominal con tolerancia relativa al valor nominal de +10 %, −6 %, reemplazando el viejo estándar de 240 V, AS2926-1987. Como el Reino Unido, 240 V se encuentra dentro del parámetro de la Unión Europea; en el habla común de Australia y de Inglaterra, "240 voltios" permanece como sinónimo para referirse a la electricidad doméstica. 
El estándar estadounidense ANSI C84.1 y el canadiense CAN3-C235 especifican que la tensión nominal de salida debe ser de 120 V, permitiendo un rango de 114 V a 126 V (tolerancia relativa: −5 %, +5 %). 
El sistema de generación y distribución de corriente alterna trifásico fue inventado por Nikola Tesla en el siglo XIX. Él consideró la frecuencia 60 Hz la mejor frecuencia para la distribución de corriente alterna (CA), y 240 V la mejor tensión para circuitos de larga distribución. Thomas Edison desarrolló la corriente continua (CC) a 110 V, iniciando una campaña de desprestigio contra Nikola Tesla y su corriente alterna inventando la silla eléctrica, manteniendo que su corriente continua se podía manejar con absoluta seguridad y con propiedades inofensivas, pero debido al costoso sistema de distribución el sistema de corriente alterna de Nikola Tesla salió finalmente ganador implantándose rápidamente en todo el mundo hasta nuestros días.
Muchas diferentes frecuencias se usaron en el siglo XIX, y tempranamente en el siglo XX la mayoría de la potencia se producía a 60 Hz (Estados Unidos) o 50 Hz (Europa, Cono Sur, mayoría de Asia). Las primeras unidades hidromotrices en las Cataratas del Niágara generaban a 25 Hz; y a su vez los primeros sistemas lo usaban también a 25 Hz. La corriente residencial de Canadá a 25 Hz fue convertida a 60 Hz en 1949, un proyecto que se cumplió en 10 años. Antes de la conversión, se usaban filtros especiales en los tubo fluorescentes para prevenir parpadeos en la luz visible. Pocos usuarios industriales usan la potencia a 25 Hz de la región del Niagara, Ontario y oeste de Nueva York, de las plantas hidroeléctricas del río Niágara o con cambiador de frecuencia de la red a 60 Hz.
La compañía alemana AEG construyó el primer generador europeo para 50 Hz, alegando que el número 60 no ajusta dentro de las unidades numéricas de 1, 2, 5. En ese tiempo, AEG tenía el virtual monopolio y su estándar se extendió por el resto del continente. En el Reino Unido, diferentes frecuencias (incluyendo 25 Hz, 40 Hz, y CC) proliferaban, y el estándar 50 Hz fue establecido luego de la Segunda Guerra Mundial. En una interesante simetría, partes de California usaron 50 Hz y no se estandarizaron a 60 Hz hasta finales de los 1940s.
Algunos sistemas de red eléctrica de ferrocarriles en Europa operan a 16-2/3 Hz, para la propulsión de trenes eléctricos.
La elección de una tensión eléctrica está dada más por la tradición que por la optimización del sistema de distribución. En teoría, un sistema de distribución a 230 V utilizaría menos material conductor para proveer cierta cantidad de potencia. Las lámparas incandescentes son más eficientes y duraderas en los sistemas de 120 V que en los de 230 V, mientras que los grandes aplicaciones de calefacción pueden usar conductores más pequeños para el mismo rango de salida.
De manera práctica, muy pocas aplicaciones caseras aprovechan al máximo la capacidad de salida de la red. Los tamaños mínimos de cableado para equipos portátiles están dados esencialmente por la resistencia mecánica de los materiales. Se puede observar similares tasas de penetración de aplicaciones domésticas en países con sistemas de 120 V o de 230 V. Las normas y códigos eléctricos de diferentes países buscan minimizar los riesgos de choques eléctricos o fuego.